# Torre Mayor de Alcanada
La Torre Mayor de Alcanada está situada en la bahía de Alcudia, isla de Mallorca (Baleares, España), en la zona residencial de Alcanada (Puerto de Alcudia) y cerca de la vieja central de GESA y a unos 18 metros sobre el nivel del mar. Es Bien de Interés Cultural desde 1949.

## Descripción
El nombre le viene porque la torre está situada en el antiguo Puerto Mayor. Se construyó en 1599 por orden del rey Felipe II de España, para complementar la defensa de la ciudad de Alcudia. "Se construyó sobre un sólido basamento nivelador hecho de sillares de arenisca. Tiene un diámetro y una altura de 14 metros". En el portal de entrada destaca un escudo del rey que se le atribuye a Antonio Verger y lleva la fecha de 1602. "Contaba con una batería baja ante la torre donde se disponían cuatro cañones de gran tamaño."
Por su parte, el archiduque Luis Salvador de Austria-Toscana en su obra "Die Balearen" pág. 107 relata lo siguiente: "Tiene doce varas de diámetro y un parapeto a barbilla de dos pies de grosor. Adornan su frontón unos escudos de estilo renacimiento y un blasón con un castillo y un árbol. Sostienen el matacán ménsulas con volutas. Pasado el portal se encuentra un vestíbulo oscuro y una escalera de caracol. En el piso hay una serie de puertas de arco apuntado, que corresponden a otros tantos alojamientos. Dos gradas de piedra arenisca permiten pasar el matacán. El piso de la terraza superior está enlosado con losas de piedra arenisca dispuestas concéntricamente. Al pie de la escalera hay un pórtico con bóveda de cañón, bajo el cual está la cocina y la cisterna. La torre tiene un segundo matacán destruido que avanza sobre el camino".
La torre es propiedad del ayuntamiento de Alcudia y se encuentra en buen estado de conservación.